# Popeye (raket)
Popeye is een lucht-grondraket ontwikkeld door het Israëlische defensiebedrijf Rafael Armament Development Authority. Het is een wapensysteem dat bestaat uit de Popeye-raket, die vanaf een vliegtuig wordt gelanceerd, en een tweewegs-communicatiesysteem. De raket heeft een vastebrandstofmotor, een navigatiesysteem en een op afstand bediende TV- of infraroodzoeker. De communicatie met het wapen kan na de lancering overgedragen worden aan een ander vliegtuig, zodat het lancerende toestel zich uit de voeten kan maken.
De Israëlische luchtmacht gebruikte Popeye vanaf 1989 met haar McDonnell Douglas F-4 Phantom II straaljagers. De US Air Force selecteerde het wapen voor de B-52H bommenwerpers. De Amerikaanse versie werd ontwikkeld door PGSUS, een joint venture van Rafael met Lockheed Martin en kreeg de aanduiding AGM-142 "Have Nap". De US Air Force nam de AGM-142 in 1992 in gebruik. De AGM-142 werd ook gekozen door Australië, voor gebruik met de General Dynamics F-111 van de Royal Australian Air Force, en door Turkije en Zuid-Korea die ze met hun F-4 gebruiken.
Een lichtere maar geavanceerde versie, de Popeye 2 bijgenaamd "Have Lite", met een gewicht van 1130 kg, is ontwikkeld om gebruikt te worden met kleinere tactische gevechtsvliegtuigen, zoals de F-16 Fighting Falcon of de IAI Kfir. De Popeye 2 heeft een bereik van ongeveer 150 km.
De "Popeye Turbo" is een grotere versie aangedreven met een turbofan met vloeibare brandstof en een groter bereik dan de oorspronkelijke Popeye. De Popeye Turbo is dus geen echte raket maar eerder een kruisvluchtwapen. Het bereik zou meer dan 200 km zijn. 